# Свиязьк
Свия́зьк (рос. Свияжск) — острів-село в Зеленодольському районі Татарстану, при злитті річок Свияги і Щуки.

## Історія
Свиязьк заснований 24 травня 1551 року за Івана Грозного на чуваській землі Шах-Алі. У 1551 році фортецю зібрали за 4 тижні з деталей, заготовлених у районі Углича і сплавлених по Волзі.
Побудоване незабаром місто стало базою московських військ при облозі Казані в 1552 році. У середині XVI століття Свиязька фортеця перевершувала за розмірами території кремлів Новгорода, Пскова і навіть Москви.
У 1719 року місто стало центром Свиязької провінції Казанської губернії, в 1781 році — повітовим містом Свиязького повіту Казанського намісництва (з 1796 року знову губернії).
У 1920—1927 роках — центр Свиязького кантону Татарської АРСР, а в 1927—1931 роках центром Свиязького району.

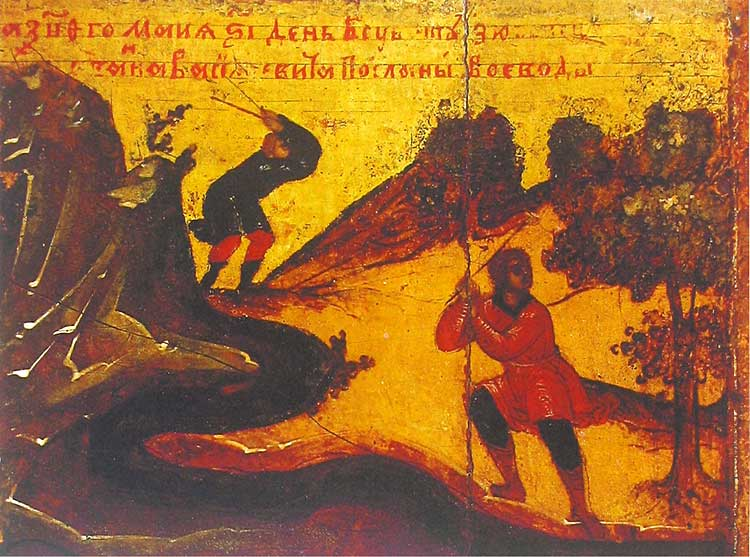
Побудова Свиязька. Фрагмент ікони

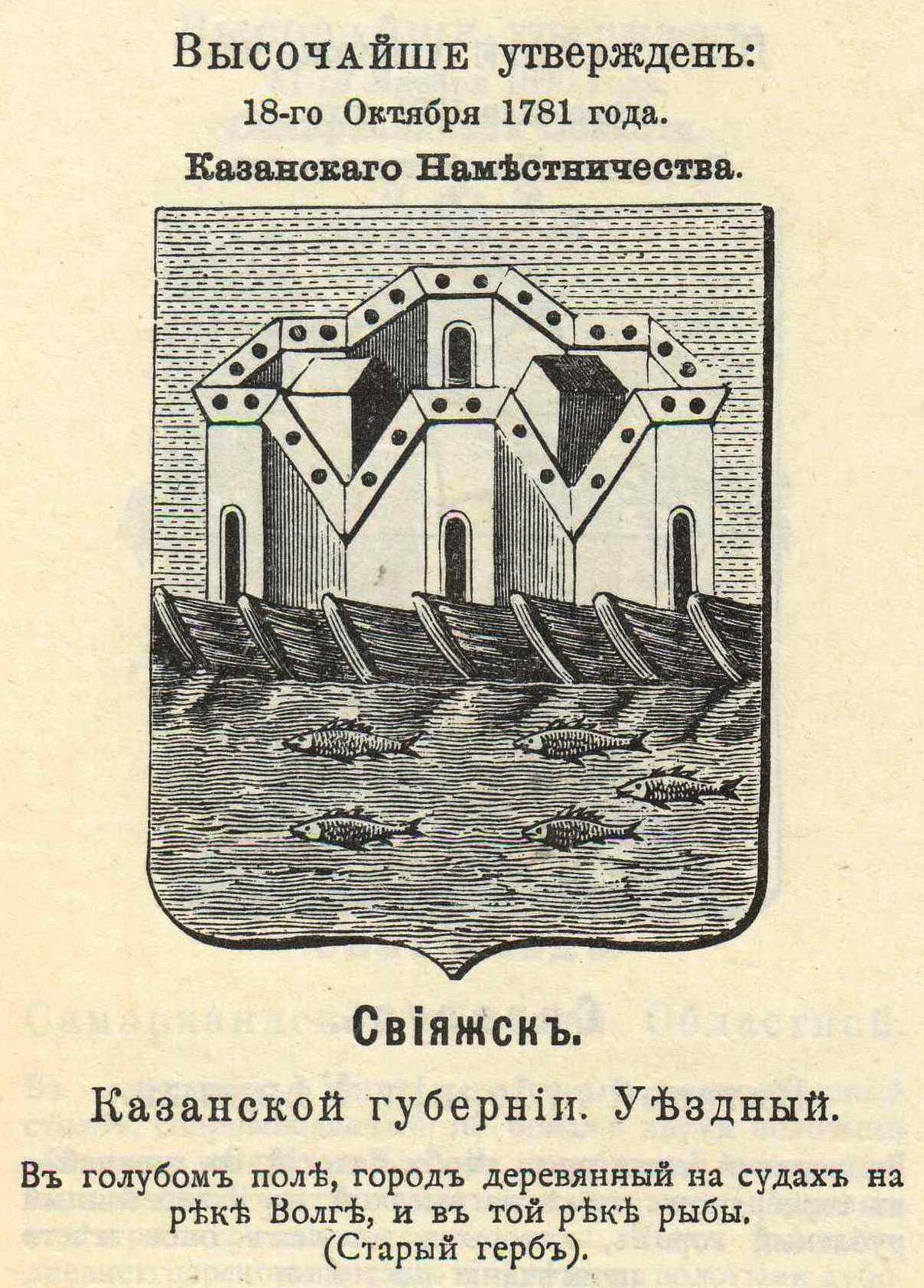
Герб Свиязька описує його історію

У 1918 році Свиязьк став одним з перших у країні місць радянських політичних репресій, коли за наказом військового комісара більшовицького уряду Троцького розстріляли кожного десятого з червоноармійців, розквартированих на острові військових частин, які не зуміли вибити білочехів з Казані.
В 1957 році в результаті наповнення Куйбишевського водосховища Свиязьк опинився на острові.

## Транспорт
До Свиязька можна дістатися річковим транспортом від річкового вокзалу міста Казані .
В даний час Свиязьк розташований на острові, з'єднаному з берегом насипною греблею, по якій прокладена повноцінна автомобільна дорога.
Залізнична станція Свиязьк розташована за 6 км на захід від острова в селищі міського типу Нижні В'язові, з яким Свиязьк пов'язаний автомобільною дорогою, що проходить по дамбі.

## Пам'ятки

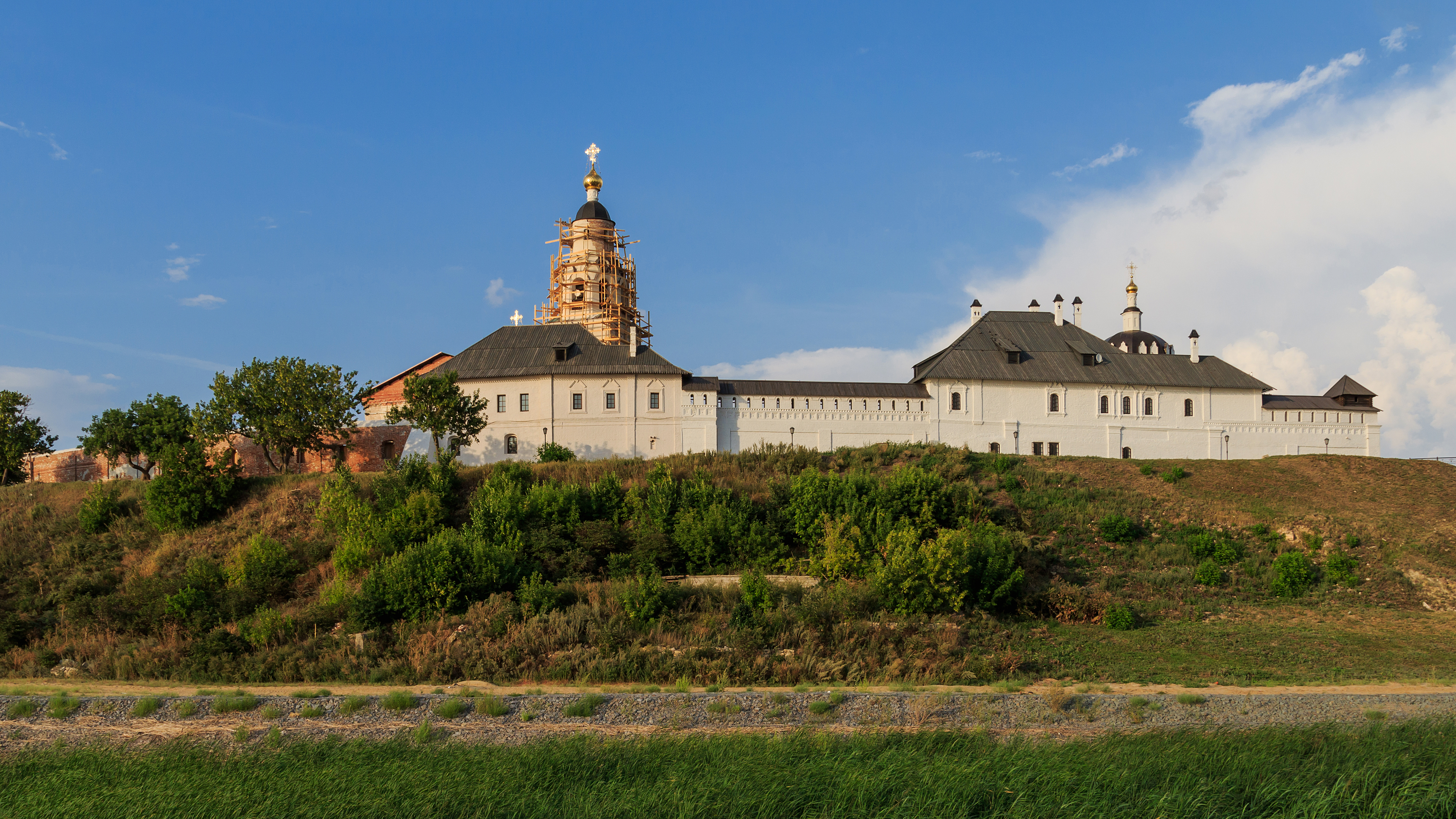
Богородице-Успенський чоловічий монастир

Свиязьк — один з туристичних об'єктів Татарстану, що має цілий комплекс пам'яток:
- Богородице-Успенський чоловічий монастир
  - Успенський собор (1556–1561)
  - Дзвіниця Микільської церкви (1556)
- Свиязький Іоанно-Предтеченський монастир
  - Собор Богоматері Всіх скорботних Радості (1898–1906)
  - Сергіївська церква (кінець XVI — початок XVII століття)
- Свиязький Троїце-Сергіївський монастир (недіючий)
  - Дерев'яна Троїцька церква (1551)
  - Церква Костянтина і Олени (XVI–XVIII століття)
- Монастир Макаріївської пустелі Свиязького заповідника на іншому березі Волги
- Пам'ятник жертвам політичних репресій (двометрова стела з білого мармуру)

Діє Державний історико-архітектурний і художній музей «Острів-град Свиязьк».